# Bazylika Matki Bożej Królowej Pokoju w Jamusukro
Bazylika Matki Bożej Królowej Pokoju (fr. Basilique de Notre Dame de la Paix de Yamoussoukro) – bazylika mniejsza, największy kościół na świecie, najwyższa świątynia w Afryce oraz najwyższy kościół katolicki świata. Znajduje się w Jamusukro, administracyjnej stolicy Wybrzeża Kości Słoniowej.

## Historia
W 1983 roku prezydent Wybrzeża Kości Słoniowej Félix Houphouët-Boigny wybrał Jamusukro na nową stolicę konstytucyjną kraju. W projekcie miasta uwzględniono plany budowy wielkiej bazyliki. Głównym architektem bazyliki był Pierre Fakhoury. Budowę rozpoczęto w 1985 roku, a ukończono w 1989 roku. Projekt był wzorowany na bazylice św. Piotra w Watykanie. Kamień węgielny położono 10 sierpnia 1985 roku, a bazylika została konsekrowana 10 września 1990 roku przez papieża Jana Pawła II
Od 1991 roku bazyliką opiekują się polscy pallotyni. Została wybrana przez Jana Pawła II na miejsce oficjalnych obchodów III Światowego Dnia Chorych 11 lutego 1995 roku i II Międzynarodowego Spotkania kapłanów w lipcu 1997 roku.
Bazylika nie jest kościołem katedralnym. Rolę tę spełnia pobliska katedra św. Augustyna, która jest główną świątynią i siedzibą biskupa diecezji Jamusukro.

## Architektura
Bazylika jest wysoka na 158 m. Według Księgi rekordów Guinnessa jest to największy kościół świata. Jego całkowita powierzchnia wynosi 30 tys. m². Podczas budowy 70 tys. m² powierzchni wyłożono marmurem, bazylikę ozdobiono też witrażami. W kościele znajduje się wiele kolumn w różnych stylach. Znajduje się tam 7 tys. miejsc siedzących oraz 11 tys. stojących. Zwieńczona krzyżem kopuła bazyliki jest jedną z największych na świecie.

## Kontrowersje
Decyzja prezydenta Wybrzeża Kości Słoniowej o powstaniu okazałej bazyliki w nowo budowanej stolicy wzbudziła wiele kontrowersji. Kwestionowano budowę kosztownej świątyni (koszty przedsięwzięcia szacowane są na 300 mln USD) w kraju, w którym katolicy stanowią tylko kilkanaście procent ludności, którego zadłużenie zagraniczne szybko rośnie, a poziom życia wielu jego mieszkańców jest bardzo niski.